# Моја борба (први том)
Моја борба (први том) (норв. Min Kamp. 1) је прва од шест књига аутобиографског дела норвешког књижевника Карла Увеа Кнаусгора (норв. Karl Ove Knausgǎrd) (1968) објављена 2009.године.
Српско издање књиге Моја борба (први том) објавила је издавачка кућа "Booka" из Београда 2015. године у преводу Радоша Косовића.

## О аутору
Карл Уве Кнаусгор је рођен 1968. у Ослу. Одрастао је на Трумеји и у Кристијансанду. Похађао је Академију за уметничко писање и студирао историју уметности и књижевност. Радио је као уредник књижевног часописа. Године 1998. дебитовао је романом Ван света (Ute av verden) са којим је постигао велики успех и постао први дебитант који је добио престижну награду норвешке критике „Kritikerprisen“.

## О серијалу
Шестотомни аутобиографски роман Моја борба је излазио у периоду од 2009. до 2011. године. Серијал је постигао велики успех у Скандинавији и у свету али је исто тако изазвао и многе дилеме због отворености. Писао је отворено о стварним личностима и догађајима.
У шест томова серијала Моја борба, на више од 3.500 страница, аутор испитује живот, смрт, љубав и књижевност:
- Моја борба (први том)
- Моја борба (други том)
- Моја борба (трећи том)
- Моја борба (четврти том)
- Моја борба (пети том)
- Моја борба (шести том)

## О књизи
Моја борба (први том) је почетак аутобиографског дела у шест томова. Аутор у књизи беспоштедно говори о себи, свом животу, људима из свог окружења, о својој прошлости и садашњости. Писац је и онај о коме се пише и онај који пише. Његова сећања су материјал за настанак приче.
У овом делу писац говори о оцу и сину, о њиховом сложеном и проблематичном односу. Кнаусгор говори о смрти оца и књига представља и есејистичка размишљања о самој смрти. Књига је исповест али и есеј, књига о времену, сећању, стварности и смрти колико и прича о једном оцу и сину.
Кнаусгор је у књизи приказао врло замршену породичну историју. Трауматичан однос с оцем, који је био помало отуђен, алкохоличар. Отац који се према сину односио хладно и с висине. Отац који је напустио породицу, основао другу, а затим и њу напустио и посветио се бесциљном животарењу и константном опијању, што га је и дотукло. Описује и мајку коју је приказао као особу пуну благости и топлине. Она је једва приметна, углавном одсутна. Ту је и старији брат који је предуго супериоран у односу на аутора.
Описао је и остале фамилијарне односе, као и своје уметничке амбиције и свеприсутан страх да им није дорастао, рана пријатељства, прве љубави.

## Издања
Роман Моја борба (први том) на српском језику је до сада имао шест издања од првог објављивања (2015 - два издања; 2016; 2017; 2019 и 2021. године).

## Награде
За књигу Моја борба (први том) Кнаусгор је добио престижну норвешку "Награду Браге".